# Петър Харалампиев
Петър Александров Харалампиев е български политик, бивш председател на Държавната агенция за българите в чужбина. Председател на национално движение „БГ патриот“, което е част от коалицията Обединени патриоти.

## Биография
Петър Харалампиев е роден на 7 септември 1972 г. в град София. Завършва специалност право в Софийския университет „Свети Климент Охридски“. Заместник областен управител на област София в периода декември 2014 – май 2017 г. Бил е изпълнителен директор и член на Управителния съвет на фондация „Българе“. От май 2017 г. до октомври 2018 г. е председател на Държавната агенция за българите в чужбина.
На 29 октомври 2018 г. е арестуван за търговия с български паспорти.